# Edward Lovett Pearce

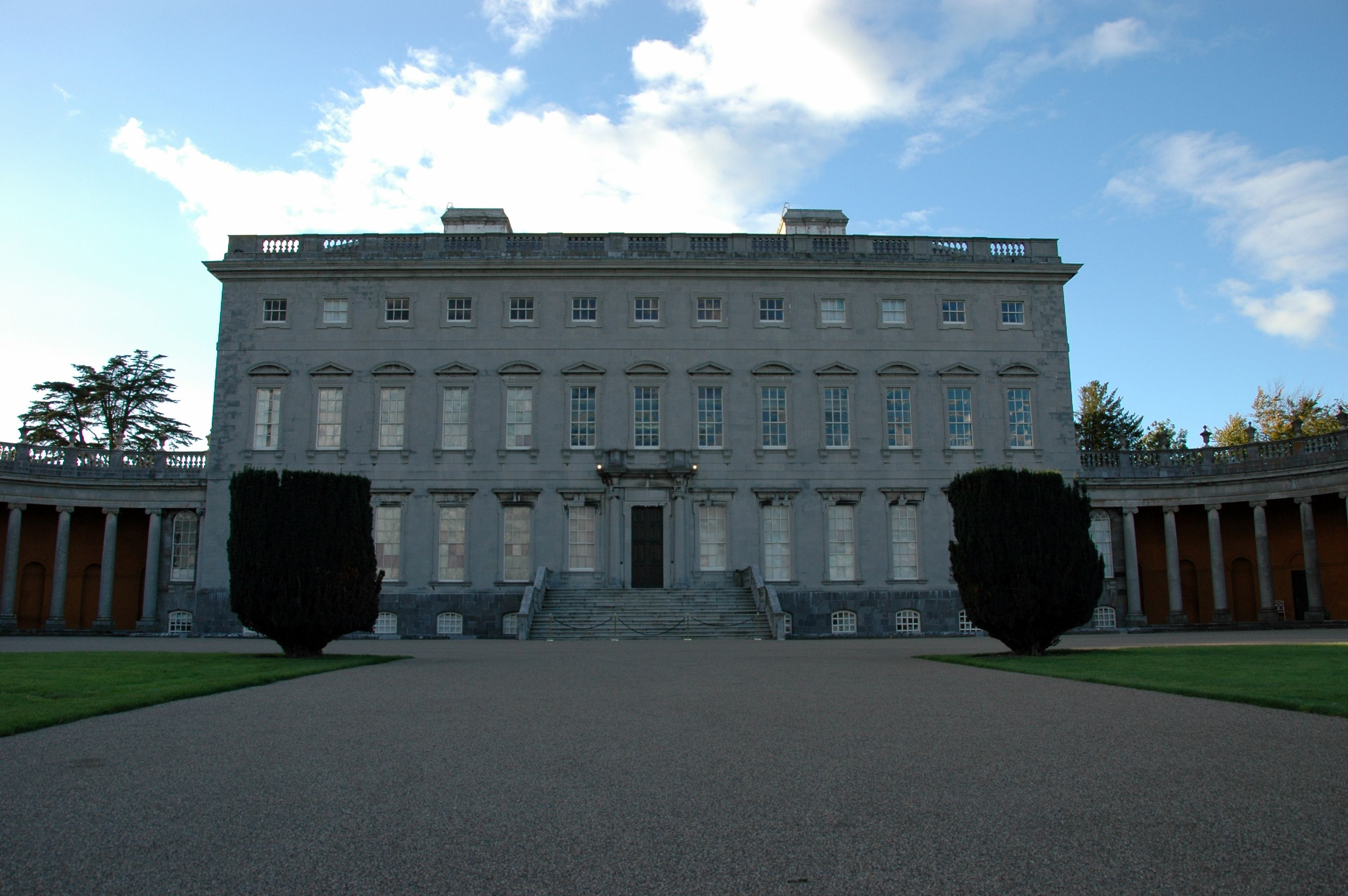
Castletown House

Sir Edward Lovett Pearce (Condado de Meath, 1699 – 7 de dezembro de 1733) foi um arquiteto, o principal expoente do palladianismo na Irlanda.
Filho do general Edward Pearce, com a morte do pai tornou-se pupilo de seu primo sir John Vanbrugh, celebrado arquiteto. Com 17 anos entrou no exército. Em 1722 decidiu estudar arquitetura e visitou o Vêneto, onde aprendeu muito pela observação dos edifícos locais, especialmente os de Palladio. Na Itália encontrou Alessandro Galilei, também famoso arquiteto. Voltou à Irlanda em 1724 e começou a praticar em Dublin, onde seu estilo clássico, entáo uma novidade, granjeou-lhe imediato sucesso. Suas obras mais importantes foram os edifícios do parlamento e o palácio Castletown House, que são os marcos fundadores do palladianismo irlandês.